# Gran Glasgow

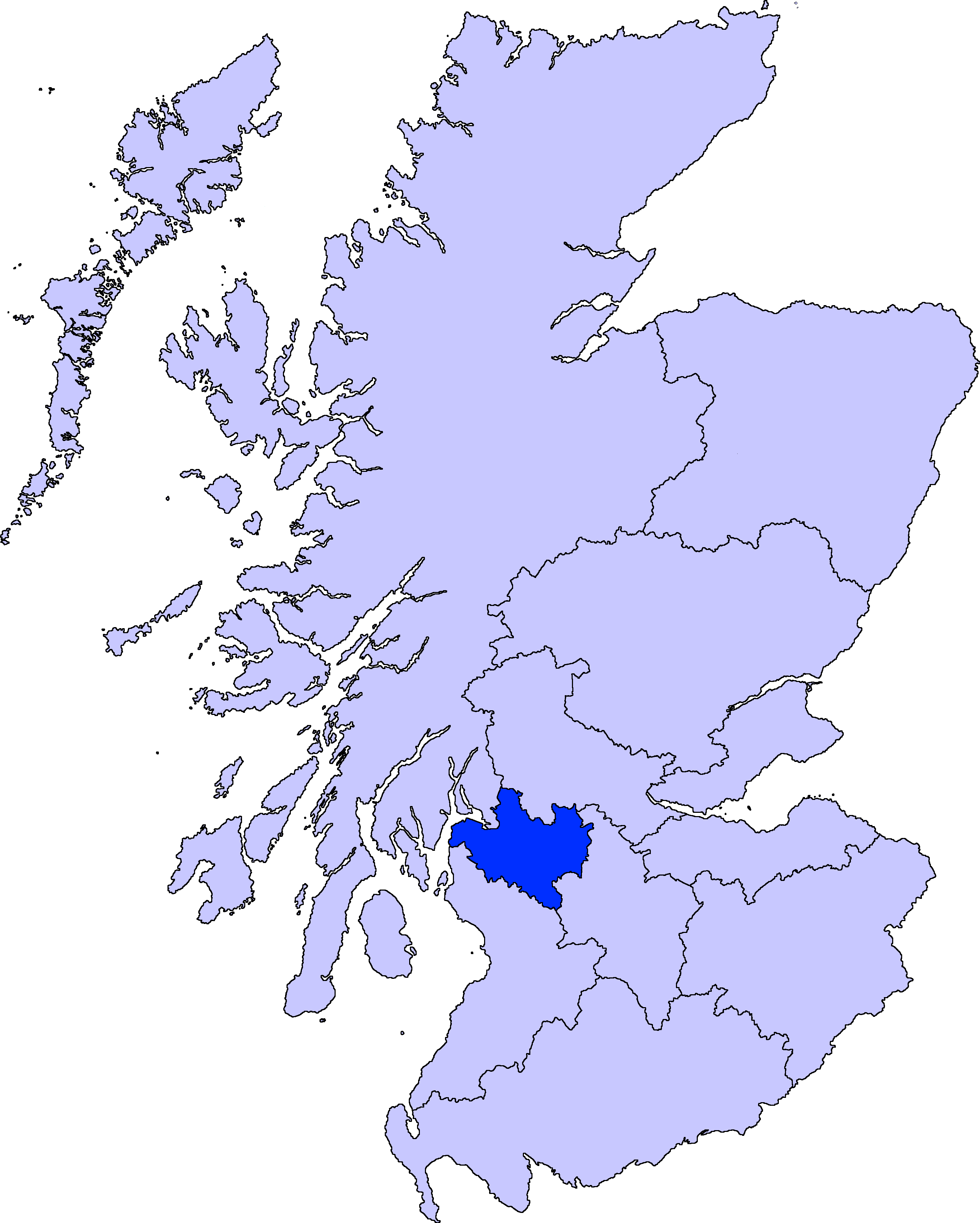
Localización del condado del Gran Glasgow en Escocia.

El Gran Glasgow y Clyde es una subdivisión administrativa de alto nivel que cubre la ciudad de Glasgow, en Escocia (Reino Unido). Es una de las catorce regiones de Escocia.
La zona administrativa del Gran Glasgow cubre la conurbación de la Ciudad de Glasgow y los consejos de Renfrewshire, Dunbartonshire e Inverclyde, así como otros municipios anexos conocidos genéricamente como Glasgow. Cubre un área de 378.5 km² y tiene una población aproximada de 2 271 830 personas, formando así la segunda área metropolitana más importante del Reino Unido. Esta concentración demográfica equivale a alrededor del 42% del total de la población escocesa. 
Desde el año 2006, la región está administrada por el gobierno local de Glasgow y tiene un alcalde de Glasgow, controlado por el Parlamento de Escocia. 
El estatus del Gran Glasgow es algo inusual. Oficialmente está clasificado como varios condados independientes clasificados entre los 32 condados de la subdivisión de Escocia. Es una de las dos regiones de Escocia con un amplio poder, una asamblea regional electa y un alto cargo elegido también por elección directa.
Esta ciudad-región se describe como un área metropolitana por su propia autoridad de planificación estratégica, y es similar a la zona metropolitana de Glasgow identificada por la Unión Europea.

## Historia
El Gran Glasgow y Clyde se creó oficialmente el 1 de abril de 2006, pero la historia de la ciudad y su área metropolitana se remonta a unos siglos antes.
La ciudad de Glasgow a finales del siglo XIX y XX llegó a tener una población de más de un millón de personas y ser la cuarta ciudad más poblada de Europa, después de Londres, Moscú y París. La población oficial permaneció superior a un millón durante más de 50 años a través del tiempo. Sin embargo, en la década de 1960 se realizaron cambios en el límite de tamaño de la ciudad y muchas personas pasaron a vivir en el área suburbana de Glasgow, desde entonces han reducido la población de la ciudad central de Glasgow a 629.501 (agosto de 2007).

## Localidades
La zona conocida como el área urbana de Glasgow incluye las siguientes localidades:
| Nombre                 | Población (1991) | Población (2001) |
| ---------------------- | ---------------- | ---------------- |
| Airdrie                | 36 842           | 36 326           |
| Bargeddie              | 2325             | 2144             |
| Barrhead               | 16 753           | 17 244           |
| Bearsden               | 27 707           | 27 967           |
| Bellshill              | 21 624           | 20 705           |
| Bishopbriggs           | 23 825           | 23 118           |
| Bothwell               | 6542             | 6379             |
| Busby                  | 1617             | 1654             |
| Calderbank             | 1709             | 1663             |
| Cambuslang             | 23 212           | 24 500           |
| Carfin                 | 1226             | 1048             |
| Chapelhall             | 4405             | 5214             |
| Clarkston              | 18 899           | 19 136           |
| Clydebank              | 29 171           | 29 858           |
| Coatbridge             | 43 467           | 41 170           |
| Duntocher and Hardgate | 7882             | 7301             |
| Elderslie              | 5166             | 5180             |
| Erskine                | 15 166           | 15 347           |
| Faifley                | 6087             | 4932             |
| Giffnock               | 16 190           | 16 178           |
| Glasgow                | 658 379          | 629 501          |
| Holytown               | 5648             | 5483             |
| Howwood                | 1036             | 1502             |
| Johnstone              | 18 280           | 16 468           |
| Kilbarchan             | 3710             | 3622             |
| Linwood                | 10 183           | 9058             |
| Milngavie              | 11 992           | 12 795           |
| Milton                 | 1079             | 986              |
| Motherwell             | 30 769           | 30 311           |
| New Stevenston         | 3287             | 4108             |
| Newarthill             | 6585             | 6849             |
| Newmains               | 5878             | 5329             |
| Newton Mearns          | 19 342           | 22 637           |
| Old Kilpatrick         | 2408             | 3199             |
| Paisley                | 73 925           | 74 170           |
| Renfrew                | 20 764           | 20 251           |
| Rutherglen             | 25 000           | 25 000           |
| Stepps                 | 4942             | 4802             |
| Uddingston             | 5367             | 5576             |
| Viewpark               | 15 044           | 15 841           |
| Wishaw                 | 29 574           | 28 565           |

## Transporte
La conurbación de Glasgow cuenta con el servicio de la mayor red de ferrocarril urbano en el Reino Unido fuera de Londres, con 186 estaciones de ferrocarril en el área de Glasgow. La ciudad tiene el único sistema de metro de Escocia y el segundo más grande del Reino Unido, el Metro de Glasgow, y además cuenta con dos aeropuertos internacionales, el aeropuerto de Glasgow Prestwick y el Aeropuerto Internacional de Glasgow.